# 第58回ブルーリボン賞 (鉄道)

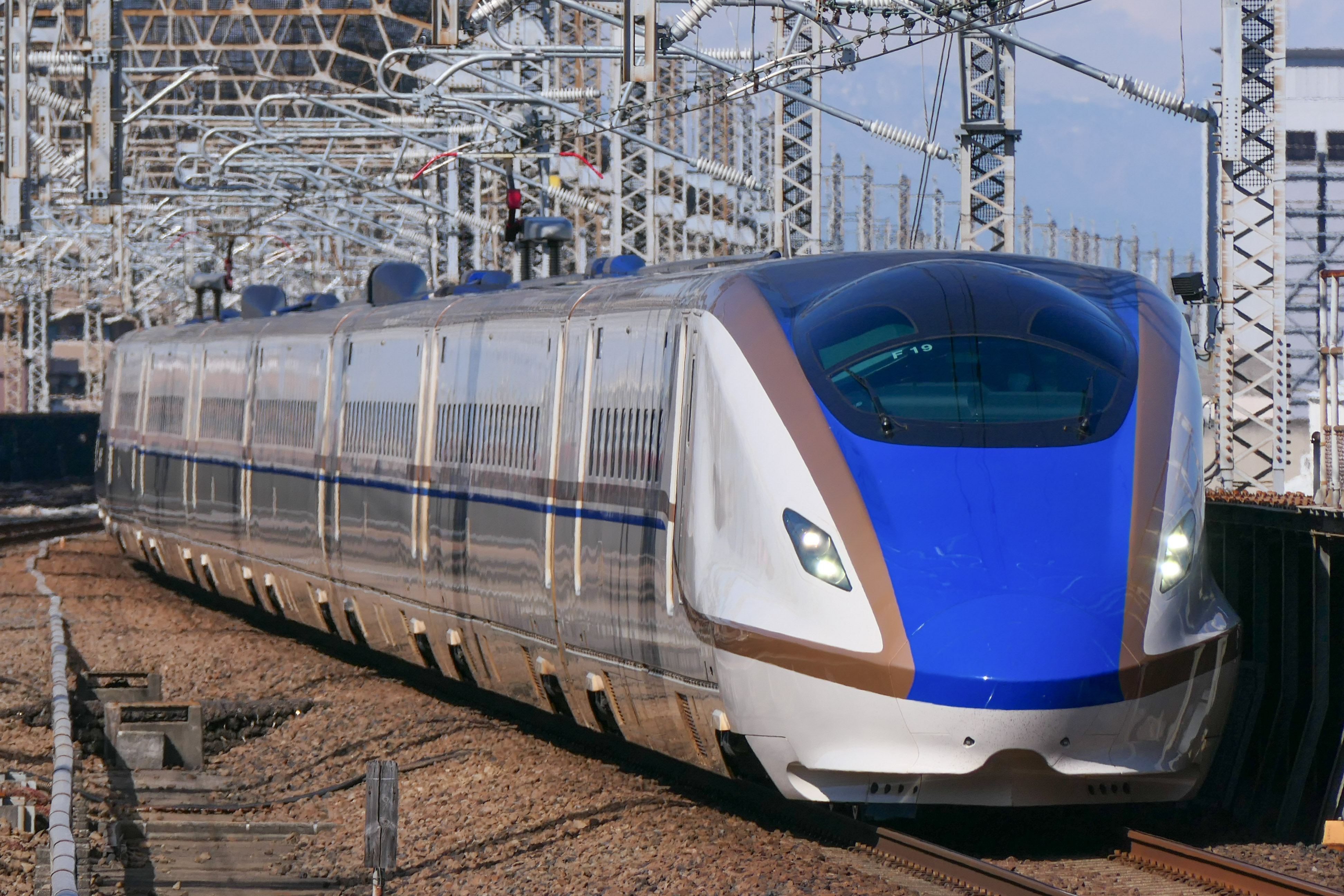
第58回ブルーリボン賞
東日本旅客鉄道E7系新幹線電車
西日本旅客鉄道W7系新幹線電車

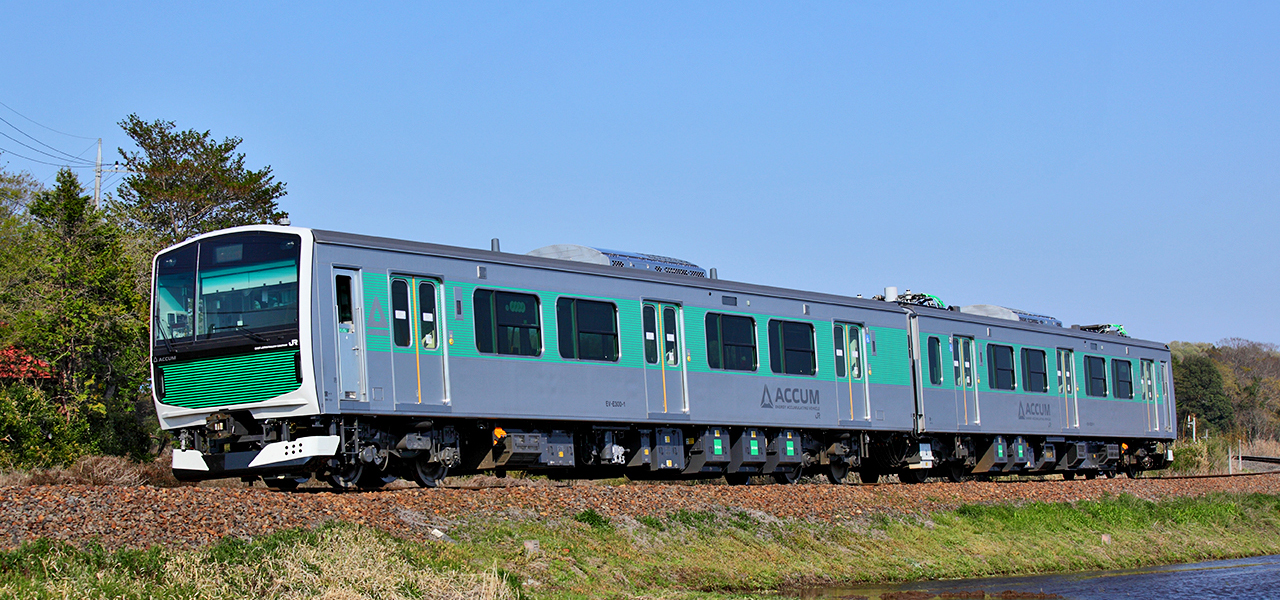
第55回ローレル賞
東日本旅客鉄道EV-E301系電車

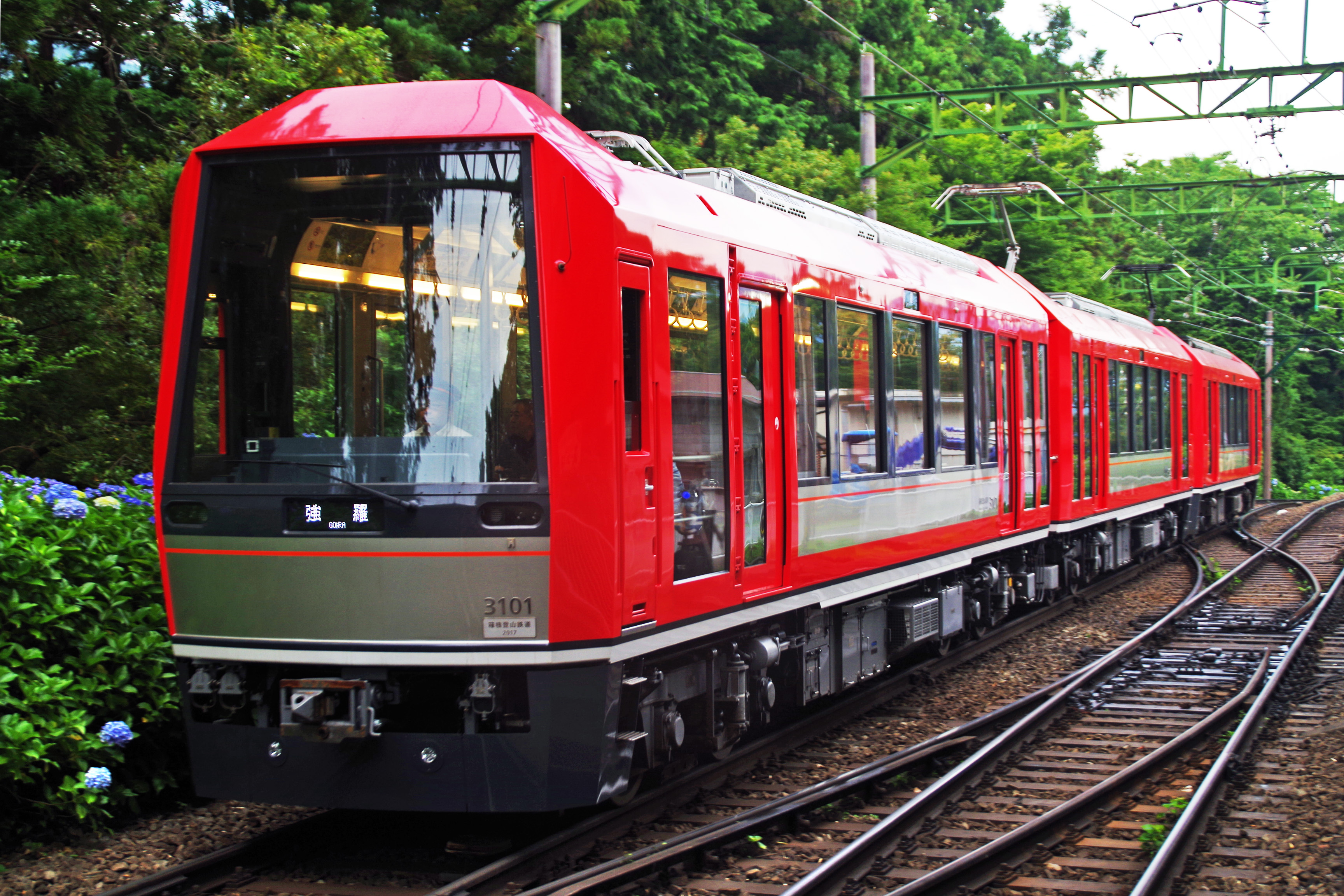
第55回ローレル賞
箱根登山鉄道3000形電車

第58回ブルーリボン賞（だい58かいブルーリボンしょう）は、2015年に鉄道友の会が選定したブルーリボン賞である。本項では、第55回ローレル賞（だい55かいローレルしょう）についても併せて記す。

## 概要
日本国内で使用する鉄道・軌道車両のうち、2014年1月1日から12月31日までの間に日本国内で営業運転に就いた新形式車両またはそれとみなせる車両で、候補車両決定の時点で現に営業をしていることを概ねの要件とする選定候補車両13車種のなかから、ブルーリボン賞1形式、ローレル賞2形式が選定された。
なお、当初は14車種であったが、このうちJR貨物EH800形電気機関車が有効投票総数3126票中第4位の294票を得票したものの、候補車両に該当しないことが投票開始後に判明したため死票となり、除外された。

## 選定車両

### ブルーリボン賞
- 東日本旅客鉄道・西日本旅客鉄道 E7系新幹線電車・W7系新幹線電車
  - 有効投票総数3126票のうち最高得票の900票により選定[1]。

### ローレル賞
- 東日本旅客鉄道 EV-E301系電車
- 箱根登山鉄道 3000形電車

## 候補車両
鉄道友の会ブルーリボン賞・ローレル賞選考委員会が、候補車両とした14車種（除外された1車種を含む）。
| 会社名                        | 車両形式                                      |
| ----------------------------- | --------------------------------------------- |
| 北海道旅客鉄道                | 733系3000番台電車                             |
| 東日本旅客鉄道 西日本旅客鉄道 | E7系新幹線電車 W7系新幹線電車                 |
| 東日本旅客鉄道                | E3系700番台新幹線電車                         |
| 東日本旅客鉄道                | E129系電車                                    |
| 東日本旅客鉄道                | EV-E301系電車                                 |
| 東日本旅客鉄道                | キハ40系気動車「越乃Shu*Kura」                |
| 日本貨物鉄道                  | EH800形電気機関車（候補車両非該当のため除外） |
| ゆりかもめ                    | 7300系電車                                    |
| 東京モノレール                | 10000形電車                                   |
| 箱根登山鉄道                  | 3000形電車                                    |
| しなの鉄道                    | 115系電車「ろくもん」                         |
| 北大阪急行電鉄                | 9000形電車                                    |
| 四国旅客鉄道                  | 8600系電車                                    |
| 四国旅客鉄道                  | キロ47形気動車「伊予灘ものがたり」            |